# Rheotanytarsus jongkindi
Rheotanytarsus jongkindi är en tvåvingeart som beskrevs av Kyerematen och Ole Anton Saether 2000. Rheotanytarsus jongkindi ingår i släktet Rheotanytarsus och familjen fjädermyggor.
Artens utbredningsområde är Gabon. Inga underarter finns listade i Catalogue of Life.